# پارک ملی سالکین-تور
پارک ملی سالکین-تور (به لاتین: Salkyn-Tör Nature Park) یک منطقهٔ حفاظت‌شده در قرقیزستان است که در شهرستان نارین واقع شده‌است.